# Cœurs vaillants
Cœurs Vaillants, connu plus tard sous les noms de J2 Jeunes et Formule 1, était un hebdomadaire de langue française. Fondé en 1929 par l'Union des œuvres catholiques de France (UOCF), le périodique ciblait les lecteurs âgés de 11 à 14 ans destiné à rejoindre le mouvement Cœurs vaillants-Âmes vaillantes. Le journal est connu pour avoir introduit en France Les Aventures de Tintin,  et publié Sylvain et Sylvette, les bandes dessinées de Marijac et de Cabu.

## Historique
Tout commença lorsque le Père Gaston Courtois remarqua que les jeunes étaient sans activités, qu'ils manquaient d'éducation spirituelle et qu'ils passaient la plupart de leur temps à errer dans les rues sans aucun but.
Il décida alors de créer un journal qu'il nomma "Cœurs-Vaillants" dont les articles variés (histoires, anecdotes, devinettes, etc.) furent présentés par les jeunes pour leurs semblables.
À côté du journal, des activités furent organisées, des structures furent établies, mais c'est en 1927, que ces activités ont réellement pris corps avec la naissance du Mouvement Cœurs-Vaillants.
Le mouvement C.V. s'était répandu à travers le monde. C'est ainsi qu'en 1939/1940 se forma le premier Groupe Cœurs-Vaillants en Égypte, à Alexandrie, au Collège Saint-Marc.
Le nombre de groupes à Alexandrie atteignit les 8 groupes et, ensemble, ils formèrent " La Fédération Cœurs-Vaillants ". Cette dernière était en contact avec le "Centre National des Cœurs-Vaillants et Âmes-Vaillantes" au Caire qui dépendait à son tour du même centre à Paris (Centre National des Cœurs-Vaillants et Âmes- Vaillantes de France).
Toutes les activités du mouvement furent publiées dans le journal « Cœurs-Vaillants »
Le 8 décembre 1929, l’Union des œuvres catholiques de France (UOCF) crée Cœurs vaillants, visant un lectorat maintenant âgé de 11 à 14 ans, qui sera le vivier d'un mouvement d’Église, le mouvement « Cœurs vaillants-Âmes vaillantes », créé en 1936 par les Pères Gaston Courtois et Jean Pihan. Le mouvement évoluera dans les années 1960 pour devenir l'Action catholique des enfants.
Le périodique est lancé par:
- l’abbé Gabriel Bard, Fils de la Charité et membre de l’UOCF,
- Pierre Rougement (pseudonyme de l'abbé Henri Guesdon),
- Gaston Courtois, prêtre membre de la congrégation religieuse des Fils de la charité.

En 1934, le magazine compte 360 000 lecteurs.
En 1935, l’équipe est renforcée par l’arrivée de l’abbé Jean Pihan (ex-Jean Vaillant, 1912-1996), lui aussi membre des Fils de la charité.
En 1936, naissance du mouvement Cœurs vaillants.
En 1937, le magazine Âmes vaillantes, destiné aux filles, est créé (le n°1 est daté du 8 décembre 1937).
En 1940, Cœurs vaillants est interdit en zone occupée. Une partie de la rédaction déménage à Clermont-Ferrand puis à Lyon.
De 1940 à 1942, Cœurs vaillants est remplacé clandestinement en zone occupée par le petit périodique Belles Histoires de Vaillance où on retrouve Zimbo et Zimba, de Maurice Cuvillier ainsi que Perlin et Pinpin.
Parallèlement, l'équipe installée à Lyon édite le magazine « classique » jusqu’à la Libération. Au fil des années, le soutien d'abord affiché au régime de Vichy va s'estomper pour finalement disparaître.
L’arrestation par la Gestapo et l’emprisonnement à Fresnes de l’abbé Jean Pihan et de trois membres de son équipe en 1943 poussent l'éditeur dans la résistance passive.
En octobre 1945, comme les autres revues ayant continué de paraître sous l'occupation, Cœurs vaillants se retrouve provisoirement interdit de publication car soumis à enquête pour vérifier s'il y a eu ou non « fait de collaboration ». Des éditeurs liés au Parti communiste en profitent alors pour lancer leur propre journal pour la jeunesse, Vaillant, en jouant sur la confusion avec Cœurs vaillants.
De décembre 1945 à mai 1946, en attendant ce sésame, le magazine est remplacé par Tintin et Milou, supplément de la revue autorisée La Voix de l’Ouest, qui contient des bandes dessinées de Tintin et des récits d’aventures. À partir du 28 octobre 1948, Tintin paraît comme publication autonome.
En 1963, édité par Fleurus Presse, les rédactions de Cœurs vaillants et Âmes vaillantes fusionnent et les revues prennent respectivement les noms de J2 Jeunes et J2 magazine, titres plus modernes dont le premier « J » rappelle le jour de publication, le jeudi, qui est alors une journée sans école en France, souvent consacrée au catéchisme. En fait, J2 correspond aussi, clin d'œil d'éditeurs ayant connu la guerre, à la même catégorie d’âge pour les tickets de rationnement que son lectorat.
En 1970, le magazine est rebaptisé Formule 1.
En 1981, Formule 1 cesse de paraître. Avec Djin (un magazine similaire édité par Fleurus Presse en direction du public féminin), il est remplacé le 1er septembre 1981 par un magazine unique : Triolo.

## Le journal

### Séries d'Hergé
Le journal pour jeunes Cœurs vaillants est resté célèbre pour avoir été le premier à publier la bande dessinée Les Aventures de Tintin d'Hergé en France. Cependant, Hergé refusa de se plier au style qu'on lui proposait où chaque image devrait être commentée d'un texte à la manière des images d'Épinal ou de Christophe décrivant ce qu'on pouvait fort bien comprendre sans lui grâce aux phylactères, et dispersant l'attention du lecteur.
Les éditeurs, de leur côté, arguent que les « histoires à ballons », comme on les nomme à cette époque, ont mauvaise presse auprès des parents (on les accuse d'appauvrir le vocabulaire narratif) et que ce sont ceux-ci qui prennent les décisions d'achat.
Par ailleurs, ils se montrent perplexes sur ce personnage de Tintin qui n'a pas de famille et ne semble pas vraiment travailler (journaliste, on ne le voit par exemple jamais à son bureau). Un compromis sera trouvé par Hergé via la création d'autres personnages (Jo, Zette et Jocko, dont la famille est jugée plus conforme aux normes du moment), en échange du renoncement au texte explicatif de chaque image.
- Tintin au pays des Soviets : du no 47 (1930) au no 9 (1932)
- Tintin au Congo : du no 12 (1932) au no 12 (1933). Reprise sous le titre : Tintin dans la brousse dans l'édition rurale du no 1 (1941) au no 43 (1942)
- Tintin en Amérique : du no 14 (1933) au no 21 (1934). Reprise sous le titre : Tintin chez les Indiens dans l'édition rurale du no 45 (1942) au no 11 (1944)
- Quick et Jo (Quick et Flupke) : du no 22 (1934) au no 37 (1934)
- Tintin en Orient (Les Cigares du pharaon) : du no 38 (1934) au no 46 (1935)
- Tintin en Extrême-Orient[3] (Le Lotus bleu) : du no 47 (1935) au no 4 (1937)
- Le Rayon du mystère (Le Manitoba ne répond plus) : du no 3 (1936) au no 38 (1936)
- Le Rayon du mystère (L'Éruption du Karamako) : du no 39 (1936) au no 25 (1937)
- Tintin chez les Arumbayas (L'Oreille cassée) : du no 6 (1937) au no 12 (1938)
- Le Stratonef H. 22 (Le Testament de M. Pump) : du no 27 (1937) au no 18 (1938)
- Le Mystère de l'avion gris (L’Île noire) : du no 16 (1938) au no 18 (1939)
- Le Stratonef H. 22 (Destination New-York) : du no 19 (1938) au no 7 (1939)
- Jo et Zette au pays du Maharadjah (La Vallée des Cobras) : du no 15 (1939) au no 38 (1939). Cet épisode est interrompu à la suite de la mobilisation d'Hergé et ne sera pas repris
- Tintin en Syldavie (Le Sceptre d'Ottokar) : du no 20 (1939) au no 19 (1940)
- Tintin au pays de l'or noir : nos 23-24 (1940). Se continue dans la série spéciale du nos 2 à 52. À la Libération, reprise dans Message nos 1 à 4 (1945), puis dans La Voix de l'ouest nos 5-6 (1945) et nos 1 à 8 (1946)
- Le Crabe aux pinces d'or : du no 25 (1942) à 21 (1943)
- L'Étoile mystérieuse : du no 23 (1943) au no 6 (1944)
- Le Secret de La Licorne : nos 8 à 17 (1944). Cet épisode est interrompu à la Libération et ne sera pas repris. Résumé du Secret de La Licorne et du Trésor de Rackham le Rouge dans le no 1 (1946), 1re page
- Les Sept Boules de cristal : du no 1 (1946) au no 44 (1947) sauf nos 28-29
- Le Temple du Soleil : du no 48 (1947) au no 4 (1949)

### Séries deMarijac[4]
- Jim Boum, chevalier du Far West : du no 25 (1931) au no 10 (1933)
- Cesarin Pitchounet : du no 1 (1933) au no 38 (1934)
- Capitaine Pat'folle : du no 16 (1935) au no 4 (1936)
- Jim Boum : La Victoire de Fort Lincoln : du no 39 (1935) au no 4 (1936)
- Jules Barigoule : nos 5, 6 et 14 (1936)
- Jim Boum au Mexique : du no 17 (1936) au no 52 (1936)
- Jim Boum au Far West : du no 1 (1937) au no 35 (1937)
- Jim Boum, chevalier de l'air : du no 45 (1937) au no 30 (1938)
- Jim Boum : Le Drame de West Canyon : du no 34 (1938) au no 5 (1939)
- Jim Boum en Afrique suivi de Jim Boum au Front : du no 8 (1939) au no 40 (1939)
- Jim Boum : Irradium X 40 : du no 4 (1940) au no 52 (1941)
- Jim Boum : Le Secret des monts Latanas : du no 1 (1942) au no 29 (1942)
- Jim Boum : Le Sachem sans plume : du no 30 (1942) au no 7 (1943)
- Jim Boum : Le Chasseur de mustangs : du no 9 (1943) au no 38 (1943)
- Jim Boum : L'Énigme du canyon rouge : du no 40 (1943) au no 15 (1944)

### Autres séries
- Sylvain et Sylvette de Maurice Cuvillier (Édition rurale de 1941 à 1944)
- Croque-Noisette de Maurice Cuvillier (Édition rurale 1944, no 12 à 14)

Après la guerre, le journal Cœurs vaillants continuera jusqu'en 1963, et publiera entre autres les séries suivantes :
- Frédéri le gardian, devenue en 1962 Fred le Vaillant (Robert Rigot et Guy Hempay)
- Yann le Vaillant (Jacques Conoan)
- Oscar Hamel et Isidore (Frédéric-Antonin Breysse)
- Pat Rac (Érik)
- Alex et Eurêka (Guy Hempay et Pierre Brochard)
- Les Aventures de Tonton Eusèbe (J. Lebert)
- Jim Aydumien (Pierre Chery)
- Blason d’argent (Guy Mouminoux)
- Moky, Poupy et Nestor (Roger Bussemey)
- Marc le Loup (Alain d'Orange et Benoît J.P.)
- Électron Z (Patrice, illustrateur et Marguerite Neyroud, scénariste)
- Plumoo (Michel Douay)

Ensuite J2 Jeunes prend le relais de 1963 à 1970, avec la suite des mêmes séries, et de nouvelles séries comme Le Prince Éric adapté en bande dessinée.
Formule 1 prendra le suite de 1970 à 1981.
En parallèle, Fripounet, Perlin et Pinpin et d'autres revues à destination des plus jeunes sont lancés par Fleurus Presse (d'après le nom de la rue qui les héberge, comme plus tard les éditions Bayard). Fripounet et Marisette s'adresse aux enfants des deux sexes d'une France plutôt rurale, Âmes vaillantes au jeune public féminin.
Cœurs vaillants a également été la première tribune de Cabu qui avait gagné un concours organisé par les stylos Météore en novembre 1951. Le dessin réalisé quand Cabu avait 13 ans et signé K bu est paru dans la revue publicitaire Publimondial, sans doute en 1952. Le dessin n'est jamais paru dans Cœurs vaillants.

## Le mouvement
Le succès du journal Cœurs Vaillants donne naissance, en 1936, au Mouvement des Cœurs Vaillants fondé par l'abbé Courtois avec l'abbé Jean Pihan. L'initiative se développe très vite et le mouvement se répand à travers le monde. C'est ainsi que huit groupes Cœurs-Vaillants sont formés en 1939-1940 en Égypte, à Alexandrie, puis rassemblés en fédération. Deux d'entre eux subsistent : le premier fondé par le frère Itale Hippolyte au Collège Saint-Marc et le second par le frère Isdour au collège Saint Gabriel.